# 维希特拉赫

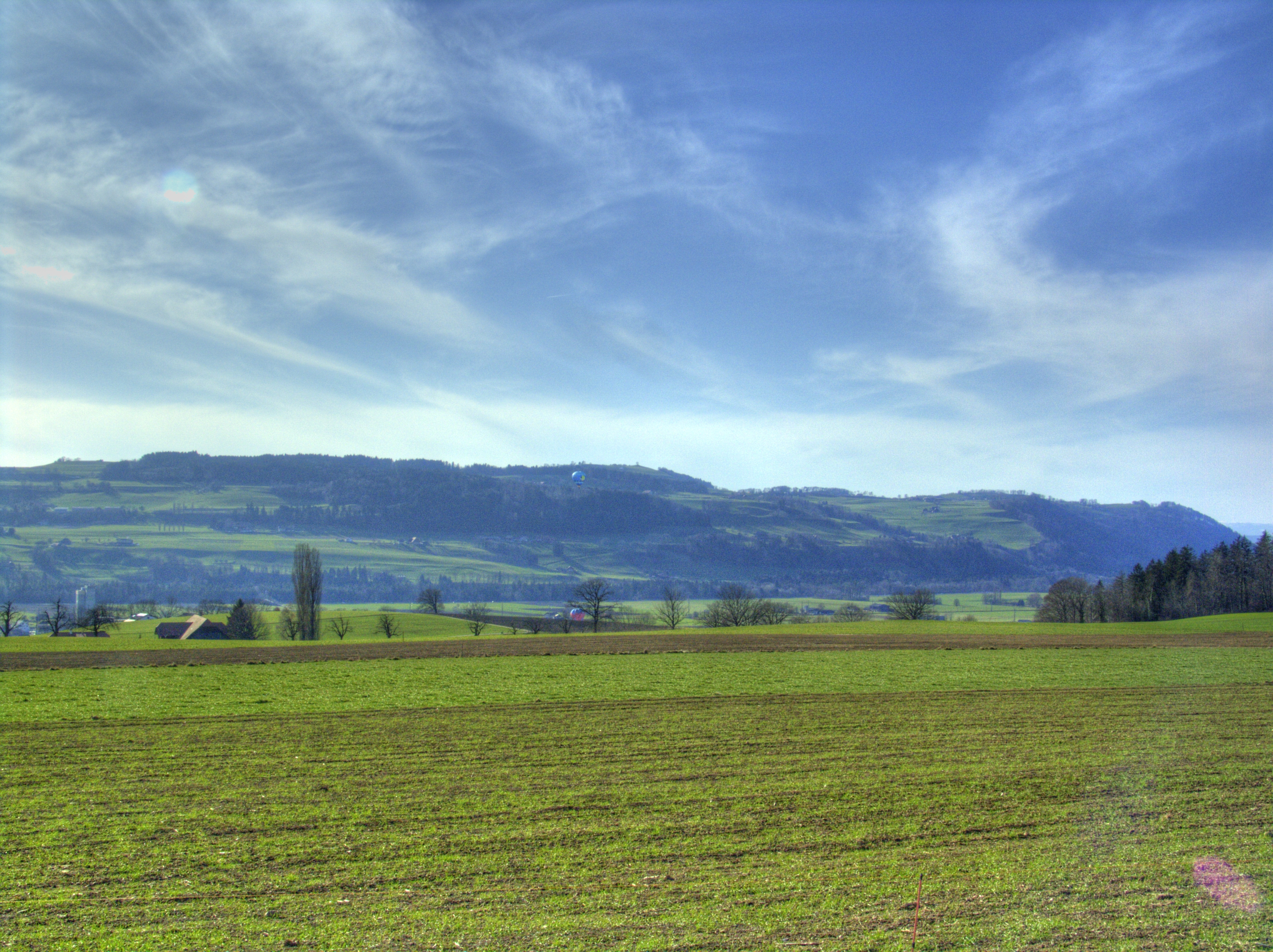

维希特拉赫（德語：Wichtrach）是瑞士的城鎮，位於該國中西部，由伯恩州負責管轄，面積11.59平方公里，海拔高度538米，2011年人口4,017，八成人口信奉基督教，人口密度每平方公里347人。